# Кумар, Анил
Анил Кумар Сангван (англ. Anil Kumar Sangwan; род. 20 июня 1975, Харьяна) — индийский легкоатлет, специалист по метанию диска. Выступал за сборную Индии по лёгкой атлетике в 2000-х годах, чемпион Азии, серебряный и бронзовый призёр Азиатских игр, участник летних Олимпийских игр в Афинах.

## Биография
Анил Кумар родился 20 июня 1975 года в штате Харьяна.
Впервые заявил о себе в лёгкой атлетике на международном уровне в сезоне 1998 года, когда вошёл в состав индийской национальной сборной и выступил на Азиатских играх в Бангкоке, где в зачёте метания диска стал серебряным призёром.
В 2000 году выиграл чемпионат Индии в Ченнаи, с результатом 58,47 одержал победу на чемпионате Азии в Джакарте.
На Азиатских играх 2002 года в Пусане показал результат 59,81 метра и выиграл бронзовую медаль.
В 2003 году на турнире в Бангалоре во второй раз стал чемпионом Индии, также взял бронзу на чемпионате Азии в Маниле (59,50), превзошёл всех соперников на домашних Афро-азиатских играх в Хайдарабаде (60,68).
В июле 2004 года на соревнованиях в венгерском Сомбатхее установил свой личный рекорд в метании диска — 64,37 метра. Благодаря череде удачных выступлений удостоился права защищать честь страны на летних Олимпийских играх 2004 года в Афинах — на предварительном квалификационном этапе провалил все три попытки, не показав никакого результата.
На чемпионате Азии 2005 года в Инчхоне выиграл бронзовую медаль, но провалил сделанный здесь допинг-тест — его проба показала повышенное содержание норандростерона. В итоге спортсмена лишили бронзовой награды и отстранили от участия в соревнованиях на два года.
По окончании срока дисквалификации Кумар возобновил спортивную карьеру и продолжил принимать участие в крупнейших международных стартах. Так, в 2010 году он представлял Индию на домашних Играх Содружества в Дели.